# Kickstarter
Kickstarter — сайт для привлечения денежных средств на реализацию творческих, научных и производственных проектов по схеме краудфандинга (то есть добровольных пожертвований). Kickstarter финансирует разнообразные проекты, такие, как создание фильмов независимого кинематографа США, комиксов, видеоигр, музыки и т. д.

## Модель
Используемый на сайте способ коллективного сбора средств называют «краудфандинг». Kickstarter облегчает сбор денежных средств, создав модель, которая может быть лучше традиционных способов инвестирования. Тот, кто хочет получить финансирование, должен зарегистрироваться и разместить описание проекта на Kickstarter. Kickstarter содержит рекомендации, какие проекты будут приняты.
Владелец проекта должен указать срок и минимальное количество средств, которое необходимо собрать. Если проект не собрал нужное количество средств к определённому сроку, то деньги возвращаются спонсорам. Деньги собираются с помощью Stripe..
Kickstarter берёт 5 % от привлечённых средств; Stripe взимает дополнительные 3—5 %. В отличие от многих форумов по сбору средств или инвестиций, Kickstarter не претендует на право собственности на проекты и работы, которые они принимают к публикации на своем сайте, но имеют право использовать полученную от Вас интеллектуальную собственность в любых целях, не эксклюзивно. Тем не менее, проекты, осуществляемые на сайте, сохраняются и доступны для общественности. После того, как финансирование проектов завершается, загруженная информация и материалы не могут быть отредактированы или удалены с сайта.

## Kicking It Forward
Существует программа Kicking It Forward, в которой к марту 2013 приняло участие 233 проекта (в том числе 31, находившийся на стадии сбора средств): их создатели дают обещание (не контролируемое каким-либо формальным договором) 5 % прибыли, полученной после их выпуска, потратить на финансирование других проектов на Kickstarter’е. В числе проектов, присоединившихся к программе: Wasteland 2, Project Eternity, Project Fedora, Torment: Tides of Numenera.

## Крупнейшие проекты по количеству привлечённых средств
В следующей таблице приведены крупнейшие успешно завершенные проекты, отсортированы по количеству привлечённых средств.
| Место | Собранная сумма | Название проекта                                            | Разработчик                       | % от изначально запрошенной суммы | Участников | Дата закрытия | Комментарии                                                                              |
| ----- | --------------- | ----------------------------------------------------------- | --------------------------------- | --------------------------------- | ---------- | ------------- | ---------------------------------------------------------------------------------------- |
| 1     | 20 338 986      | Pebble Time                                                 | Pebble Technology                 | 4 067                             | 78 471     | 2015-03-27    | Умные часы с цветным экраном E-Paper; обновленная версия часов Pebble                    |
| 2     | 13 285 226      | Coolest Cooler                                              | Ryan Grepper                      | 26 570                            | 62 642     | 2014-08-30    | Многофункциональный походный холодильник                                                 |
| 3     | 12 779 843      | Pebble 2                                                    | Pebble Technology                 | 1 277                             | 66 673     | 2016-06-30    | Умные часы, обновленная версия часов Pebble                                              |
| 4     | 12 393 139      | Kingdom Death: Monster 1.5                                  | Kingdom Death, дизайнер Адам Путц | 12 393                            | 19 264     | 2017-01-07    | Настольная игра, усовершенствованная версия более раннего проекта Kingdom Death: Monster |
| 5     | 11 385 449      | Critical Role: The Legend of Vox Machina Animated Special   | Critical Role                     | 1518                              | 88,887     | 2019-04-19    | Небольшой анимационный сериал по веб-сериалу Critical Role                               |
| 6     | 10 266 845      | Pebble: E-Paper Watch                                       | Pebble Technology                 | 10 266                            | 68 929     | 2012-05-18    | Умные часы с черно-белым экраном на основе электронной бумаги                            |
| 7     | 9 192 055       | The World’s Best Travel Jacket with 15 Features \|\| BAUBAX | BAUBAX LLC                        | 45 960                            | 44 949     | 2015-09-03    | Куртка для путешественников с капюшоном и множеством карманов                            |
| 8     | 8 782 571       | Exploding Kittens                                           | Илан Ли                           | 87 825                            | 219 382    | 2015-02-20    | Настольная карточная игра                                                                |
| 9     | 8 596 474       | OUYA                                                        | Ouya Inc.                         | 904                               | 63 416     | 2012-08-09    | Игровая приставка на основе Android                                                      |
| 10    | 7 072 757       | THE 7th CONTINENT — What Goes Up, Must Come Down            | Serious Poulp                     | 17 681                            | 43 733     | 2017-10-19    | Настольная игра                                                                          |

## Критика
Каждый проект должен проходить модерацию и наблюдается тенденция, что организаторы, в основном, отбирают только потенциально наиболее успешные проекты, к которым обязательно должно быть добавлено видео, обещающее инвесторам проекта награды, бенефиты, благодарности. Например, готовый экземпляр или несколько, игры, комикса, книги; гравировки имени инвесторов.
К тому же на сайте очень трудно найти неуспешные проекты, которые не получили финансирования. Именно этим отчасти и объясняется огромный показатель успешно профинансированных проектов. Но успешное финансирование проекта не гарантирует его практическую реализацию. По некоторым мнениям, сайт слишком сконцентрирован на успешности и слишком коммерциализирован, поэтому выступает скорее биржей или магазином предоплаты продуктов искусства, которые понравились.